# Amphipsylla weiningensis
Amphipsylla weiningensis är en loppart som beskrevs av Li Kuichen 1992. Amphipsylla weiningensis ingår i släktet Amphipsylla och familjen smågnagarloppor. Inga underarter finns listade i Catalogue of Life.